# Еленовият гулден
„Еленовият гулден“ (на немски: Die Sage vom Hirschgulden) е произведение на писателя Вилхелм Хауф.

## Сюжет
Внимание:  Текстът по-долу разкрива сюжета на произведението (или части от него)!
Преди векове, в местността Горна Швабия управлява коравосърдечен граф, женен за мила и добра жена на име Хедвига. Любимите му реплики, с които води комуникацията с хората са „ясно“ и „глупости“, обича да ругае. Ражда им се син, който наричат Куно. Един ден графът го завежда на езда, но конят изхвърля детето, вследствие на което графът го намразва, решавайки, че не е достатъчно смел младеж. Падайки от коня, Куно е спасен от стара и уродлива жена, която за отплата иска един еленов гулден, но така и не го получава. Жената на графа се поболява и умира, гледайки отношението на графа към сина му, а след кончината и, той се жени повторно за зла жена, от която се раждат близнаци. Графът умира, а жена му прави така, че Куно да е ощетен в наследството, след това го гони от земите си. Минават години и Куно се завръща като достолепен рицар. Има добър нрав и иска нормални отношения с коварните си роднини. За да спечели любовта им, предлага на тяхно разположение езерото си за риболов, но и това не е достатъчно. Убеждава се, че братята му са алчни и не могат да изпитват обич. Близък е само със старицата, която го е спасила и за която другите смятат, че е вещица – Фелдхаймерин и отец Йозеф. Дори ги приютява при себе си, където по-късно умират. Устройва капан на братята си – преструва се, че е умрял и вижда радостта, която настъпва у тях при тази мисъл. Така разбира, че е безнадеждно да ги моли за обич, и прави завещанието си, което остава скрито от всички. Умира на 28 години, а братята му се изпокарват помежду си пак за пари. Накрая остават сами и озлобени, защото получават като наследство само един еленов гулден, който се оказва, че не струва нищо вече, защото тази валута е спряна от обращение.